# Hirtella subscandens
Hirtella subscandens är en tvåhjärtbladig växtart som beskrevs av Joseph Dalton Hooker och Richard Spruce. Hirtella subscandens ingår i släktet Hirtella och familjen Chrysobalanaceae. Inga underarter finns listade i Catalogue of Life.